# Intense (album Embraze)
Intense – drugi studyjny album fińskiej heavymetalowej grupy Embraze. Płyta została wydana przez Mastervox Records 23 kwietnia 1999. Zespół nagrywał w mieście Oulu.

## Lista utworów
1. Sin, Love and the Devil
2. This Cold Day
3. Rain and Moon
4. Endless Journey
5. Passion
6. One Moon, One Star
7. Shame
8. Sin, Love, and the Devil
9. Looking Ahead to the Embrace of Hell